# 43 (число)
Вижте пояснителната страница за други значения на 43.
43 (четиридесет и три) е просто, естествено, цяло число, следващо 42 и предхождащо 44.
Четиридесет и три с арабски цифри се записва „43“, а с римски цифри – „XLIII“. Числото 43 е съставено от две цифри от позиционните бройни системи – 4 (четири) и 3 (три).

## Общи сведения
- 43 е нечетно число.
- 43 е атомният номер на елемента технеций.
- 43-тият ден от годината е 12 февруари.
- 43 е година от Новата ера.